# Dareizé
Dareizé – miejscowość i dawna gmina we Francji, w regionie Owernia-Rodan-Alpy, w departamencie Rodan. W 2016 roku populacja ówczesnej gminy wynosiła 544 mieszkańców. 
W dniu 1 stycznia 2019 roku z połączenia czterech ówczesnych gmin – Dareizé, Les Olmes, Pontcharra-sur-Turdine oraz Saint-Loup – powstała nowa gmina Vindry-sur-Turdine. Siedzibą gminy została miejscowość Pontcharra-sur-Turdine. 